# (35711) 1999 FZ29
1999 FZ29 (asteroide 35711) é um asteroide da cintura principal. Possui uma excentricidade de 0.13179690 e uma inclinação de 3.90751º.
Este asteroide foi descoberto no dia 19 de março de 1999 por LINEAR em Socorro.